# Congrès international des américanistes
 (octobre 2017).
Le Congrès international des américanistes, est une société savante scientifique qui réunit les ethnologues, linguistes, géographes, historiens, archéologues et sociologues du monde entier sur le thème de l'Amérique.

## Historique
Le premier congrès scientifique fut organisé dans le palais ducal de la ville de Nancy en France, le 19 juillet 1875, par la Société Américaine de France présidée par son fondateur Émile Petitot, linguiste spécialiste des langues amérindiennes et cartographe médaillé d'argent pour ses travaux de cartographie par la Société de géographie.
Lors du congrès de 1902 se déroulant à New York, une polémique s'engagea sur le terme "Amérindien" considéré par certains comme un mot-valise.
Les congressistes se réunissent actuellement tous les trois ans.

## Chronologie des congrès
| 1. 1875, Nancy 2. 1877, Luxembourg 3. 1879, Bruxelles 4. 1881, Madrid 5. 1883, Copenhague 6. 1886, Turin 7. 1888, Berlin 8. 1890, Paris 9. 1892, Huelva 10. 1894, Stockholm 11. 1895, Mexico 12. 1900, Paris 13. 1902, New York 14. 1904, Stuttgart 15. 1906, Québec 16. 1908, Vienne 17. 1910, Buenos Aires - Mexico 18. 1912, Londres 19. 1915, Washington 20. 1922, Rio de Janeiro | 21. 1924, La Haye - Göteborg 22. 1926, Rome 23. 1928, New York 24. 1930, Hambourg 25. 1932, La Plata 26. 1935, Séville 27. 1939, Mexico - Lima 28. 1947, Paris 29. 1949, New York 30. 1952, Cambridge 31. 1954, Sao Paulo 32. 1956, Copenhague 33. 1958, San José de Costa Rica 34. 1960, Vienne 35. 1962, Mexico 36. 1964, Madrid–Barcelone–Séville 37. 1966, Mar del Plata 38. 1968, Stuttgart–Munich 39. 1970, Lima 40. 1972, Rome–Genève | 41. 1974, Mexico 42. 1976, Paris 43. 1979, Vancouver 44. 1982, Manchester 45. 1985, Bogota 46. 1988, Amsterdam 47. 1991, Nouvelle-Orléans 48. 1994, Stockholm–Göteborg 49. 1997, Quito 50. 2000, Varsovie 51. 2003, Santiago du Chili 52. 2006, Séville 53. 2009, Mexico 54. 2012, Vienne 55. 2015, San Salvador 56. 2018, Salamanque 57. 2021, Foz do Iguaçu |